# Vương Trấn Ác
Vương Trấn Ác (chữ Hán: 王镇恶, 11 tháng 6, 373 – 7 tháng 3, 418), người huyện Kịch, quận Bắc Hải, tướng lĩnh cuối đời Đông Tấn trong lịch sử Trung Quốc.

## Thiếu thời
Ông nội Vương Trấn Ác là Vương Mãnh, thừa tướng, danh thần nhà Tiền Tần thời Ngũ Hồ Thập lục quốc, rất được người miền bắc kính trọng. Cha ông là Vương Hưu, làm đến thái thú Hà Đông của nhà Tiền Tần.
Trấn Ác sinh ngày 5/5 ÂL, người nhà cho là ngày xấu, muốn giao cho họ hàng nuôi nấng; Vương Mãnh lại cho rằng đứa trẻ này sinh cùng ngày với Mạnh Thường quân, ắt ngày sau sẽ làm nên nghiệp lớn; vì vậy Mãnh đặt tên cho cháu là Trấn Ác.
Trấn Ác lên 13 tuổi thì Tiền Tần đế Phù Kiên bị Diêu Trường sát hại (385), Quan Trung nhiễu loạn; ông lánh nạn ở khoảng Hào, Thằng, nương nhờ người Thằng Trì là Lý Phương, được đãi ngộ rất tốt. Trấn Ác nói: “Nếu gặp được chúa anh hùng, giành được tước Vạn hộ hầu, sẽ báo đáp ân tình hôm nay.” Phương đáp: “Anh là cháu nội của thừa tướng, nhân tài như vầy, lo gì không được giàu sang. Đến khi ấy xin được dùng làm lệnh của bổn huyện, là đủ rồi!” Về sau Trấn Ác theo chú là Vương Diệu lưu vong đến Kinh Châu; ông đọc binh thư các nhà, bàn luận quân quốc đại sự, tuy cưỡi ngựa không giỏi, giương cung rất yếu, nhưng có ham muốn tung hoành thiên hạ, tính cách dũng cảm quyết đoán.

## Khởi nghiệp
Quyền thần nhà Đông Tấn là Lưu Dụ bắc phạt Nam Yên (409), có người tiến cử Trấn Ác – đang làm huyện lệnh Lâm Lễ thuộc quận Thiên Môn. Lưu Dụ lập tức sai sứ giả triệu ông. Sau khi nói chuyện, Lưu Dụ rất hài lòng, giữ ông lại qua đêm. Sáng hôm sau, Lưu Dụ nói với liêu tá rằng: “Trấn Ác là cháu nội của Vương Mãnh, có thể nói là cửa tướng có tướng vậy!” Lập tức lấy Trấn Ác làm Thanh Châu trị trung tòng sự sử, Hành Tham trung quân thái úy quân sự, Thự Tiền bộ tặc tào. Trấn Ác tham gia kháng cự nghĩa quân Lư Tuần ở Tra Phổ, lập nhiều chiến công, được phong Bác Lục huyện Ngũ đẳng tử.

## Trấn áp Lưu Nghị
Lưu Dụ mưu tính trấn áp thứ sử Kinh Châu là Lưu Nghị, Trấn Ác nói: “Ngài nếu có việc ở phía tây, xin cấp cho trăm chiến thuyền làm tiền khu.” Năm Nghĩa Hi thứ 8 (412), Nghị có bệnh xin lấy em họ là Duyện Châu thứ sử Lưu Phiên làm phó cho mình, Dụ vờ đồng ý. Tháng 9 ÂL, Dụ phát động tấn công, chuyển Trấn Ác làm Tham quân sự, gia Chấn vũ tướng quân. Dụ đến Cô Thục , sai Trấn Ác soái Long tương tướng quân Khoái Ân đem 100 chiến thuyền đi trước, đó là ngày 29 ÂL. Dụ căn dặn Trấn Ác: cho phép ông tự cân nhắc, đánh được thì đánh, không đánh được thì thiêu hủy chiến thuyền của địch, rồi neo thuyền bên bờ đợi đại quân; tuyên cáo chiếu chỉ định tội của Lưu Nghị, văn thư xá tội cho tướng sĩ của ông ta và thư tay của Dụ; trên đường thì xưng là “Lưu Duyện Châu đến”. Trấn Ác nhận mệnh, liền đêm ngày lên đường, chờ gió ở Thước Châu, Tầm Dương, Hà Khẩu, Ba Lăng mất 4 ngày; ngày 12 tháng 10 ÂL đến Dự Chương khẩu, cách thành Giang Lăng 20 dặm.
Trên đường đi, Trấn Ác đánh tiếng là “Lưu Duyện Châu đến”, người Kinh Châu tin là thật, nên không gặp trở ngại gì. Trấn Ác ở Dự Chương khẩu bỏ thuyền lên bờ; Khoái Ân đem quân đi trước, ông theo sau. Trấn Ác để lại một, hai người giữ thuyền, ước tính thời gian tiến quân đến thành Giang Lăng, căn dặn họ khi đó lên bờ cắm 6, 7 ngọn cờ, gõ trống liên hồi, ra dáng như đại quân đang đến. Trấn Ác một mặt chia hậu quân đốt thuyền ở quân Kinh Châu ở Giang Tân, một mặt căn dặn tiền quân nếu có ai hỏi, thì xưng là “Lưu Duyện Châu đến”. Quân – dân Kinh Châu đều tin là thật.
Còn cách thành 5, 6 dặm, quân của Trấn Ác gặp tướng lãnh thân cận của Lưu Nghị là Chu Hiển – đem theo hơn 10 kỵ binh, vài mười bộ binh – muốn ra Giang Tân. Hiển hỏi họ là ai, đáp rằng “Lưu Duyện Châu đến”; Hiển tiếp tục hỏi Lưu Phiên ở đâu, đáp rằng “ở đằng sau”. Hiển thấy đội quân này trang bị đầy đủ, ngóng thấy thuyền hạm ở Giang Tân bị thiêu, khói lửa ngút trời, lại nghe tiếng trống dồn dập, biết là không phải Lưu Phiên, liền giục ngựa chạy về báo với Nghị, đồng thời ra lệnh đóng cửa thành. Trấn Ác cũng tiến nhanh, binh sĩ chạy kịp vào, nhờ đó mở được cửa đông của thành ngoài.
Khoái Ân vào cửa đông, liền lui về phía bắc đánh Xạ đường, tiến đánh cửa đông của thành trong. Trấn Ác vào cửa đông, rồi đánh thẳng vào cửa tây, chia quân đánh cửa nam của thành trong. Ở thành ngoài, Lưu Nghị có 8 đội quân, hơn ngàn giáp sĩ, phòng bị nghiêm ngặt; ở thành trong có 6 đội, hơn ngàn người – do tướng cũ của Bắc phủ binh chỉ huy; còn có tướng người Kinh Châu cùng quan lại, sai dịch hơn 2000 người. Đôi bên giao chiến từ giờ cơm sáng cho đến giữa trưa, quân Kinh Châu tan chạy hoặc quy hàng gần hết. Trấn Ác vào thành thì lập tức lựa chiều gió phóng hỏa, thiêu hủy cửa nam và cửa đông thành ngoài; sai người gởi 3 thư hàm: chiếu chỉ, xá văn và thư tay của Lưu Dụ cho Lưu Nghị, ông ta đều đốt đi không xem. Qua khỏi giữa trưa, quân của Trấn Ác khoét được một cái huyệt trên tường – cách cửa đông của thành trong 30 bộ về phía bắc; bọn họ lọt vào thành càng lúc càng nhiều, cùng quân Kinh Châu dùng binh khí ngắn kịch chiến. Vì quân Kinh Châu vẫn chưa tin rằng Lưu Dụ sẽ đến, Trấn Ác thấy tướng sĩ của mình có nhiều người cũng là thành viên cũ của Bắc phủ binh như tướng sĩ của Lưu Nghị, thậm chí còn là anh em họ hàng, bèn lệnh cho bộ hạ vừa đánh vừa nói chuyện; quân Kinh Châu biết Lưu Dụ thật sự sắp đến, dần dần ly tán.
Đến canh một, quân Kinh Châu trước Thính sự đường tan rã, dũng tướng Triệu Thái bị chém chết, nên lui về các lầu gác đông – tây, đóng chặt cửa kháng cự. Trấn Ác sợ đêm tối đánh lầm quân mình, bèn lui ra thành ngoài, vây quanh thành trong, mở ra mặt nam làm đường lui cho kẻ địch. Lưu Nghị sợ có mai phục, giữa canh ba đem 300 thân tín chạy ra cửa bắc. Nghị đột phá quân của Trấn Ác không được, quay sang đột phá quân của Khoái Ân, nhờ bọn Khoái Ân đã mệt mỏi cả ngày, nên vượt qua được. Nghị theo cửa đông của thành ngoài chạy ra, sau đó treo cổ ở chùa Ngưu Mục.
Trận này Trấn Ác phải chịu 5 mũi tên, trúng cả vào tay cầm sóc, đầu mũi tên vẫn cắm trên tay. Giang Lăng bình định xong được 20 ngày thì đại quân của Lưu Dụ mới đến.

## Trấn áp Tư Mã Hưu Chi
Trấn Ác được làm Thự trung binh, ra nhận chức An viễn hộ quân, Vũ Lăng nội sử. Nhờ công dẹp Lưu Nghị, được phong Hán Thọ huyện tử, thực ấp 500 hộ. Thủ lĩnh người Man là Hướng Bác Để Căn chiếm cứ Nguyễn Đầu, Trấn Ác đánh dẹp ông ta. Khi mới lên đường, Trấn Ác thông báo với Kinh Châu thư sử Tư Mã Hưu Chi, yêu cầu ông ta điều quân tiếp ứng, nên Hưu Chi sai bộ tướng Chu Tương đi giúp. Gặp lúc Lưu Dụ trấn áp Hưu Chi, Trấn Ác quyết định tấn công Chu Tương để tránh 2 đầu thụ địch, trong đêm xuôi dòng, nhờ nước sông chảy gấp, nhanh chóng đi được vài trăm dặm, thẳng đến Đô Úy Trì. Sau khi đến nơi, Trấn Ác thả lồng tre chèn đá, làm tắc dòng nước. Quân của Chu Tương đến, Trấn Ác ở gần bờ đánh ông ta, chém đầu Tương, giết hơn ngàn người.
Trấn Ác tính tham, phá Tương rồi, nhân đó dừng quân cướp bóc các tộc người Man, không kịp tham gia trấn áp Hưu Chi. Khi Trấn Ác đến Giang Lăng thì Hưu Chi đã thua chạy, Lưu Dụ giận, không gặp ông. Trấn Ác cười nói: “Chỉ cần ta được gặp ngài ấy, thì không lo nữa!” Sau đó Lưu Dụ lên thành gọi Trấn Ác, ông nhờ giỏi biện bạch, khéo ăn nói, tùy cơ ứng đối, nên Dụ tan cơn giận. Hưu Chi cùng Lỗ Tông Chi chạy đi Tương Dương, Trấn Ác thống lãnh bọn Khoái Ân theo đường thủy đuổi theo; bọn Hưu Chi chạy sang Hậu Tần, Trấn Ác đuổi nà, đến biên cảnh mới về. Được trừ chức Du kích tướng quân.

## Bình diệt Hậu Tần

### Chiếm Lạc Dương
Năm Nghĩa Hi thứ 12 (416), Lưu Dụ sắp chinh phạt Hậu Tần, chuyển Trấn Ác làm Tư nghị tham quân, Hành Long tương tướng quân, lĩnh tiền phong. Sắp lên đường, Tiền tướng quân Lưu Mục Chi thấy Trấn Ác ở Tích Nỗ đường, nói với ông rằng: “Xưa Tấn Văn vương gởi gắm việc phạt Thục cho Đặng Ngải, nay cũng gởi gắm cho khanh việc lấy Quan Trung, hãy gắng gỏi lập đại công, chớ phụ sự tín nhiệm này.” Trấn Ác nói: “Không hạ được Hàm Dương, thề không vượt sông trở về!”
Trấn Ác vào đất Tần, trận nào cũng thắng, kẻ địch ở Thiệu Lăng, Hứa Xương không đánh mà tan chạy; phá Hổ Lao cùng Bách Cốc ổ, chém tướng Tần là Triệu Huyền. Quân Tấn đến Lạc Dương, Trần Lưu công Diêu Quang của Tần đầu hàng. Tiến đến Thằng Trì, thăm viếng ân nhân Lý Phương, bái kiến mẹ ông ta, đãi ngộ rất hậu, lập tức cho Phương thụ chức Thằng Trì lệnh.

### Chiếm Đồng Quan
Trấn Ác sai tư mã Mao Đức Tổ đánh Hoằng Nông thái thú Doãn Nhã của Hậu Tần ở Lễ Thành, bắt sống ông ta; cho Nhã làm Hành Hoằng Nông thái thú. Quân Tấn theo đường lớn thẳng tiến, chiếm cứ Đồng Quan. Đại tướng quân Diêu Thiệu của Tần soái đại quân giữ nơi hiểm yếu, đào hào sâu, dựng lũy cao kháng cự. Ban đầu Lưu Dụ có hẹn với Trấn Ác, chiếm được Lạc Dương thì đợi đại quân đến, không thể khinh suất tiến quân; nay Trấn Ác liều lĩnh thâm nhập, giằng co với địch lâu ngày, lo sợ việc vận lương không cung ứng đủ, nên cầu cứu Lưu Dụ, xin thêm lương thực. Khi ấy Lưu Dụ đang ở men Hoàng Hà, bị quân Bắc Ngụy quấy nhiễu nên chưa thể lên bờ, không có cách gì viện trợ. Trấn Ác bèn đích thân đến Hoằng Nông, thỉnh cầu nhân dân giúp đỡ, được họ vui lòng quyên hiến lương thực, quân đội không lo thiếu ăn nữa!
Không lâu sau Diêu Thiệu bệnh mất, Diêu Tán thay thế, nghe tin Lưu Dụ tiến quân đến Hồ Thành, bèn lui chạy. Đại quân đến Đồng Quan hội họp với Trấn Ác, ông kiến nghị cho mình soái thủy quân từ Hoàng Hà vào sông Vị. Trấn bắc tướng quân Diêu Cường của Tần đồn trú thượng dụ sông Kinh, Trấn Ác sai Mao Đức Tổ đánh phá ông ta, thẳng tiến đến Vị Kiều. Thủy quân của Trấn Ác dùng hạm nhỏ Mông xung, lính chèo thuyền đều ngồi bên trong hạm, người phương bắc chưa từng gặp loại thuyền không thấy thủy thủ, cũng không thấy mái chèo, chẳng ai không kinh hãi, cho đấy là thần.

### Chiếm Trường An
Trấn Ác đã đến, lệnh cho tướng sĩ dùng bữa, rồi bỏ thuyền lên bờ. Sông Vị chảy gấp, trong chớp mắt đã cuốn thuyền hạm đi mất. Khi ấy quân Tần đồn trú dưới thành Trường An có vài vạn người. Trấn Ác phủ dụ sĩ tốt, tự mình đi đầu; quân Tấn cũng thấy không còn đường lui, ai cũng hăng hái tranh đi trước. Quân Tần nhanh chóng tan chạy, Trấn Ác chiếm được Trường An. Tần đế Diêu Hoằng chạy thoát thân, hôm sau dắt vợ con ra hàng. Trong thành người Hán và dị tộc có hơn 6 vạn hộ, Trấn Ác vỗ về quan dân, hiệu lệnh nghiêm túc, khiến mọi người vững lòng.
Trấn Ác ở Bá Thượng nghênh đón Lưu Dụ, ông ta úy lạo rằng: “Làm nên bá nghiệp của ta, thật là khanh đấy!” Trấn Ác bái tạ rằng: “Đây là uy của minh công, sức của chư tướng, Trán Ác có công gì đâu!” Lưu Dụ cười nói: “Khanh muốn học theo Phùng Dị à!” Khi ấy Quan Trung được mùa, kho lẫm đầy chật, Trấn Ác thỏa ý thu vén, trai gái ngọc lụa, nhiều không đếm xuể; Lưu Dụ cho rằng ông có công lớn, nên không hỏi. Trấn Ác được tiến hiệu Chinh lỗ tướng quân. Bấy giờ có người tố cáo Trấn Ác giấu xe Liễn  của Diêu Hoằng, ắt có chí khác. Lưu Dụ bí mật sai người tìm kiếm chiếc xe ấy, thì biết Trấn Ác lấy hết vàng bạc, bỏ xe nơi cạnh tường. Nghe vậy thì Lưu Dụ mới yên lòng.

## Cái chết
Lưu Dụ để lại con trai thứ 2 là Quế Dương công Lưu Nghĩa Chân làm An tây tướng quân, Ung, Tần 2 châu thứ sử, trấn thủ Trường An. Trấn Ác được lấy bản hiệu, lĩnh chức An tây tư mã, Phùng Dực thái thủ, nhận trách nhiệm phòng vệ. Khi ấy Hạ vương Hách Liên Bột Bột cường thịnh, trước đây nhiều lần quấy nhiễu biên thùy phía bắc và đánh bại quân đội Hậu Tần. Khi Lưu Dụ trở về Đông Tấn, Bột Bột bèn mang quân xâm nhập. Nghĩa Chân sai Trung binh tham quân Thẩm Điền Tử kháng cự. Điền Tử thấy quân Hạ thế mạnh, bèn đồn trú Lưu Hồi Bảo, sai sứ về báo với Trấn Ác. Trước mặt sứ giả, Trấn Ác nói với Trưởng sử Vương Tu: “Ông ấy đem đứa trẻ 10 tuổi giao cho bọn ta, cần phải đồng tâm tận lực, mà kìm quân không tiến, giặc giã làm sao bình định đây!?” Sứ giả trở về thuật lại lời ấy, Điền Tử vốn ganh tị công lao của Trấn Ác (xem bài Thẩm Điền Tử), đến nay lại càng căm giận.
Trấn Ác cùng bọn Điền Tử, Phó Hoằng Chi cùng đem quân ra Bắc Địa kháng cự quân Hạ. Trong quân Tấn có lời đồn Trấn Ác muốn giết sạch người miền nam, chiếm cứ Quan Trung; bọn Điền Tử nhân đó giả truyền mệnh lệnh của Lưu Dụ, giết chết Trấn Ác. Điền Tử còn vào doanh trại của Trấn Ác, giết chết anh trai của ông là Cơ, em trai là Hồng, Tuân, Uyên, em họ là Chiêu, Lãng, Hoằng, cả thảy 7 người; chỉ có 1 em trai là Khang may mắn thoát chết. Đó là ngày 15/1 ÂL năm Nghĩa Hi thứ 14 (7/3/418).
Trấn Ác hưởng thọ 46 tuổi.

## Hậu sự
Lưu Dụ dâng biểu nói Điền Tử phát rồ nên sát hại trung huân, truy tặng Trấn Ác làm Tả tướng quân, Thanh Châu thứ sử. Lưu Dụ lên ngôi, là Lưu Tống Vũ đế, Trấn Ác được truy phong Long Dương huyện hầu, thực ấp 1500 hộ, thụy là Tráng hầu. Về sau được thờ trong miếu của Vũ đế.
Con là Linh Phúc được kế tự, làm đến Hữu quân tư nghị tham quân của Nam Bình vương Lưu Thước. Con Linh Phúc là Thuật Tổ được kế tự. Con Thuật Tổ là Duệ được kế tự. Nhà Nam Tề thay ngôi nhà Lưu Tống, hầu quốc bị cắt bỏ.
Năm Kiến Trung thứ 3 (782) nhà Đường, Lễ nghi sứ Nhan Chân Khanh kiến nghị truy phong 64 danh tướng đời xưa, đặt miếu thờ phụng; bao gồm Tống Chinh lỗ tướng quân Vương Trấn Ác. Năm Tuyên Hòa thứ 5 (1123), nhà Bắc Tống theo lệ nhà Đường, truy phong 72 danh tướng; Trấn Ác là một trong số này. Cũng vào đời Bắc Tống, Trấn Ác được liệt vào 100 danh tướng trong tác phẩm Thập thất sử bách tướng của Trương Dự.